# Jaime Garnelo Fillol
Jaime Garnelo Fillol (Enguera, 1870-Valencia, 1899) fue un pintor español.

## Biografía
Nació el 9 de enero de 1870. Natural de la localidad valenciana de Enguera, era primo de José Garnelo y hermano de Isidoro Garnelo. Educado en la Escuela de Bellas Artes de Valencia y en la Academia de San Fernando, fue autor de lienzos como Los dos amigos y ¿Ves? Si no hace nada, que fueron adquiridos por el Estado. Falleció el 13 de enero de 1899 en Valencia.